# Château de Fröhliche Wiederkunft
Le château de Fröhliche Wiederkunft (littéralement, château du Retour Joyeux) est un château situé dans le village de Wolfersdorf, lui-même situé dans la commune d'Allemagne de Trockenborn-Wolfersdorf en Thuringe.

## Histoire
Le château a été bâti de 1547 à 1551 par Jean-Frédéric de Saxe, dit Le Magnanime, pour servir de relais de chasse.
Parce que l'électeur de Saxe s'y trouve relégué après sa défaite à la guerre de Schmalkalden, alors que le château n'est pas achevé, et qu'il y retourne ensuite libre avec sa famille, le château est donc baptisé château du Retour Joyeux, avec une allusion malicieuse au second retour du Christ.
Le château est d'époque et de style Renaissance, avec une toiture d'époque romantique. Il est agrandi et restauré par le duc Joseph de Saxe-Altenbourg en 1858. Il sert de résidence à sa fille, la princesse Thérèse de Saxe-Altenbourg  (morte en 1915). Le dernier de la famille de Saxe-Altenbourg à y demeurer fut Ernest II de Saxe-Altenbourg qui eut le droit de disposer de certaines pièces, jusqu'à sa mort en 1955.
Le château appartint ensuite à une organisation de jeunesse de la République démocratique allemande et, ensuite, à une organisation d'aide sociale à la jeunesse de la République fédérale d'Allemagne. Il a été vendu en 2007.

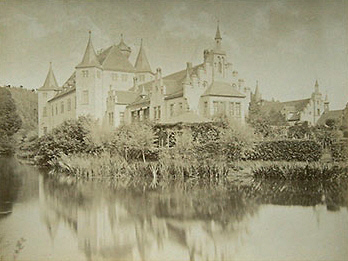
Le château peu avant 1870
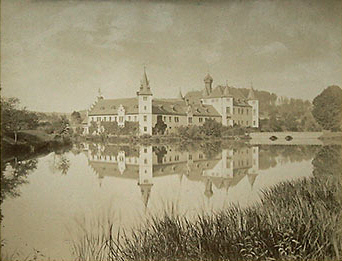
Le château se reflétant dans l'eau